# イスクル渓谷

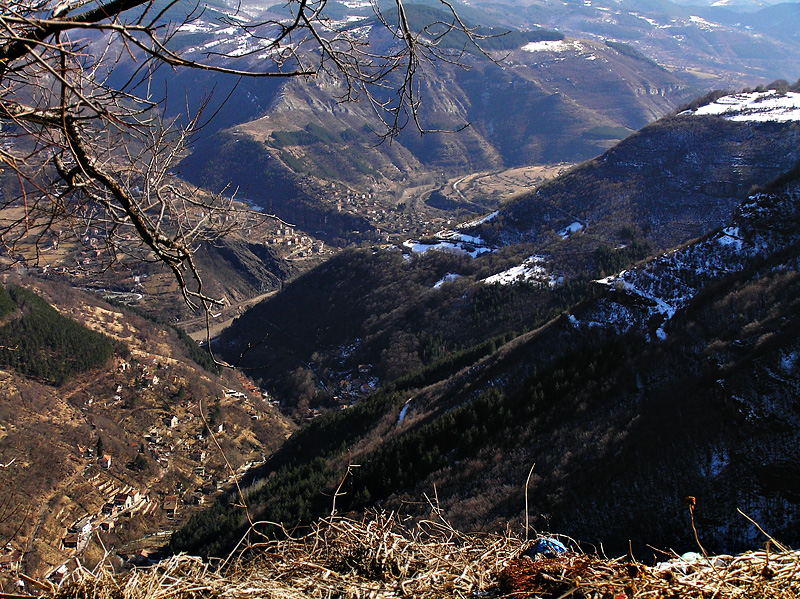
バルカン山脈を貫くイスクル川と渓谷

イスクル渓谷（Искърски пролом / Iskarski prolon）、あるいはイスカル渓谷は、バルカン山脈（スタラ・プラニナ）およびヴラツァ山脈（ヴラツァ・バルカン）に、イスクル川に沿って形成された渓谷である。この渓谷によってイスクル川はバルカン山脈を南から北へと貫通している。このため、渓谷ではバルカン山脈の断面、さまざまに異なる地層が観察でき、地学的に興味深い場所となっている。
バルカン山脈が形成されるより前からこの場所にはイスクル川が流れており、山脈の隆起に伴って川沿いに渓谷が形成されていったと考えられている。渓谷には、奇岩ピトリテ（Ритлите）やテムナタ・ドルカ洞窟（Темната дупка）などの地形がある。

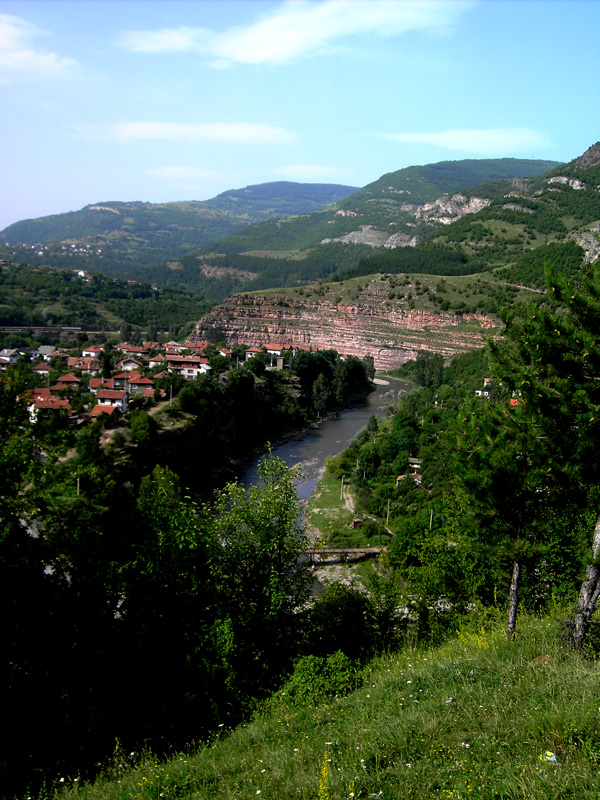
イスクル渓谷によってむき出しになった地層